# 이마르한

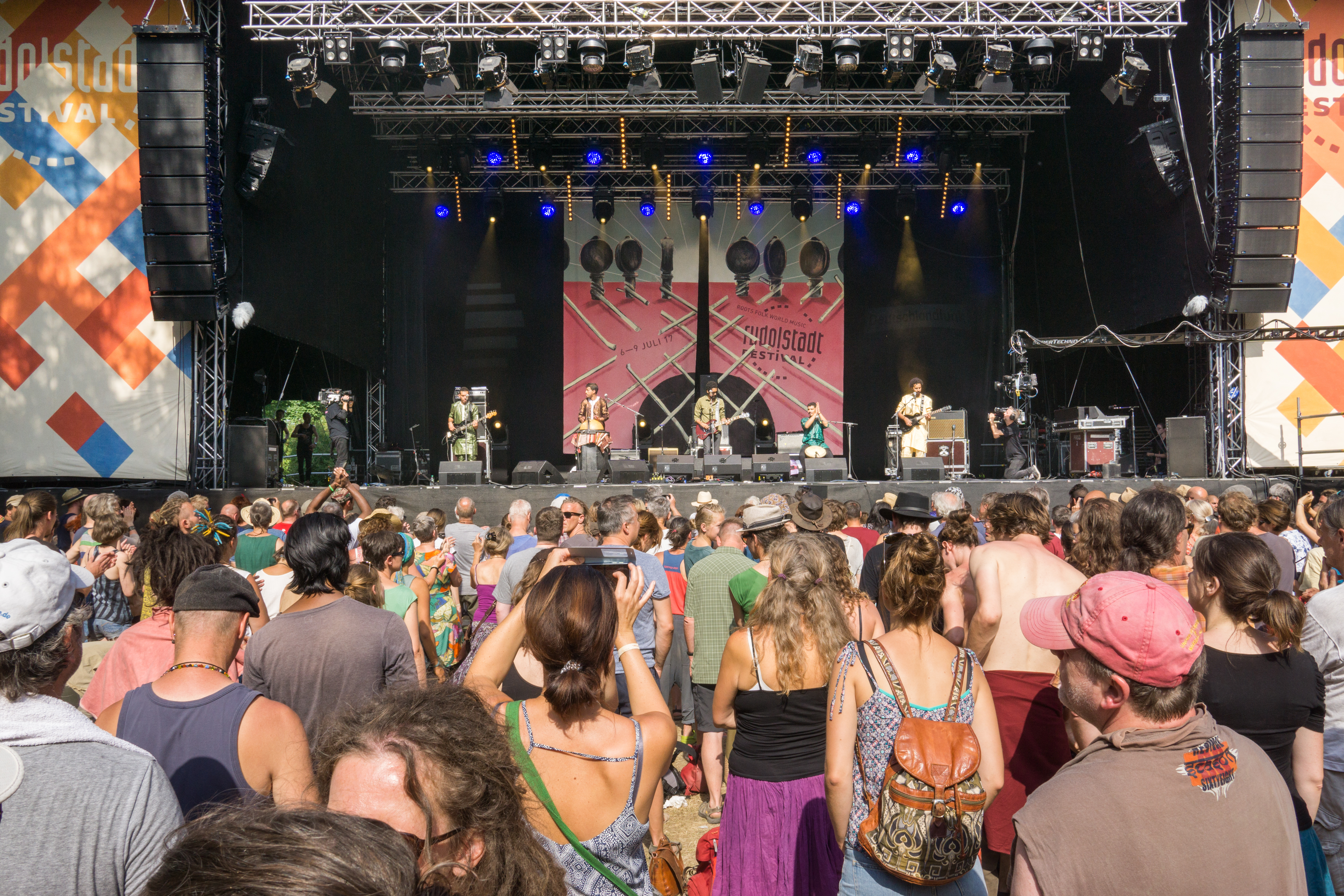

이마르한(Imarhan)은 2006년 알제리 타만라세트에서 결성된 알제리 투아레그인 데저트 록(desert rock) 5중주단이다. 이들의 첫 두 앨범인 Imarhan과 Temet은 독일 음반 레이블인 시티 슬랭을 통해 발매되었다.

## 음반

### 스튜디오 앨범
- Imarhan (2016)
- Temet (2018)
- Aboogi (2022)

### 싱글
- "Tahabort" (2015)
- "Azzaman" (2017)
- "Ehad wa dagh" (2018)